# Рагов-Мерц
Рагов-Мерц (њем. Ragow-Merz) општина је у њемачкој савезној држави Бранденбург. Једно је од 38 општинских средишта округа Одер-Шпре. Према процјени из 2010. у општини је живјело 506 становника. Посједује регионалну шифру (AGS) 12067397.

## Географски и демографски подаци
Рагов-Мерц се налази у савезној држави Бранденбург у округу Одер-Шпре. Општина се налази на надморској висини од 46 метара. Површина општине износи 43,5 km². У самом мјесту је, према процјени из 2010. године, живјело 506 становника. Просјечна густина становништва износи 12 становника/km².

## Међународна сарадња
| Мјесто | Држава | Врста сарадње | Од    |
| ------ | ------ | ------------- | ----- |
|        | Пољска | контакт       | 2000. |
| Извор  |        |               |       |